# Covasna (župa)
Covasna (maďarsky Kovászna) je župa v Rumunsku. Leží v Sedmihradsku, zhruba uprostřed země. Její hlavní město je Sfântu Gheorghe.

## Charakter župy
Župa hraničí na jihu s župou Buzău, na východě s župami Vrancea a Bacău, na západě s župou Brașov a na severu s župou Harghita. Její území vyplňují hory (Karpaty) a údolí řek Pârâul Negru a Olt. Jih je poměrně nížinný, na východě a na severu dosahuje nadmořská výška až 1 500 m. Průmysl je zde hlavně dřevařský, v poslední době se zde zvyšuje počet investorů z Maďarska, vhodné pro ně je hlavně složení obyvatelstva – asi tříčtvrtinovou většinu tu mají právě Maďaři. Župou prochází jedna významná železniční trať, spojující Brašov se severem země. Významnou technickou památkou je Lesní železnice Covasna – Comandău s lanovou dráhou, která svážela vozy s dřevem do údolí.

## Významná města
- Sfântu Gheorghe (hlavní)
- Târgu Secuiesc
- Covasna
- Baraolt